# Sergio Testori
Sergio Testori (Roma, 30 aprile 1935 – Roma, 24 settembre 2007) è stato un attore e stuntman italiano.

## Biografia
È stato attivo come attore e stuntman dai primi anni sessanta fino alla metà degli anni novanta, prendendo parte a circa cinquanta pellicole. Negli anni settanta fu tra i principali attori caratteristi del genere poliziesco, mentre dagli anni ottanta compare in diverse commedie.

## Filmografia
- Johnny Oro, regia di Sergio Corbucci (1966)
- Superargo contro Diabolikus, regia di Nick Nostro (1966)
- Odia il prossimo tuo, regia di Ferdinando Baldi (1968)
- Testa di sbarco per otto implacabili, regia di Alfonso Brescia (1968)
- Se incontri Sartana prega per la tua morte, regia di Gianfranco Parolini (1968)
- Don Chisciotte e Sancio Panza, regia di Giovanni Grimaldi (1968)
- I nipoti di Zorro, regia di Marcello Ciorciolini, (1969)
- Buon funerale amigos!... paga Sartana, regia di Giuliano Carnimeo (1970)
- Wanted Sabata, regia di Roberto Mauri, (1970)
- Lo chiamavano Trinità..., regia di E.B. Clucher (1970)
- Il ritorno del gladiatore più forte del mondo, regia di Bitto Albertini (1972)
- ...e poi lo chiamarono il Magnifico, regia di E.B. Clucher (1972)
- Lo chiamavano Tresette... giocava sempre col morto, regia di Giuliano Carnimeo (1973)
- Il mio nome è Shangai Joe, regia di Mario Caiano (1974)
- Il bestione, regia di Sergio Corbucci, (1974)
- Colpo in canna, regia di Fernando Di Leo (1975)
- Carambola, filotto... tutti in buca, regia di Ferdinando Baldi (1975)
- La spacconata, regia di Alfonso Brescia (1975)
- Milano violenta, regia di Mario Caiano (1976)
- Squadra antiscippo, regia di Bruno Corbucci (1976)
- Paura in città, regia di Giuseppe Rosati (1976)
- Il cinico, l'infame, il violento, regia di Umberto Lenzi (1977)
- La banda del trucido, regia di Stelvio Massi (1977)
- La banda Vallanzasca, regia di Mario Bianchi (1977)
- Squadra antigangsters, regia di Bruno Corbucci (1979)
- Contro quattro bandiere, regia di Umberto Lenzi (1979)
- Da Corleone a Brooklyn, regia di Umberto Lenzi (1979)
- Sabato, domenica e venerdì, regia di Sergio Martino, Pasquale Festa Campanile e Castellano e Pipolo (1979)
- Incubo sulla città contaminata, regia di Umberto Lenzi (1980)
- I paladini - Storia d'armi e d'amori, regia di Giacomo Battiato (1985)
- I predatori di Atlantide, regia di Ruggero Deodato (1985)
- Vendetta dal futuro, regia di Martin Dolman (1986)
- La sporca insegna del coraggio, regia di Tonino Valerii (1987)
- Russicum - I giorni del diavolo, regia di Pasquale Squitieri (1987)
- Ho vinto la lotteria di capodanno, regia di Neri Parenti (1989)
- Panama Sugar, regia di Marcello Avallone (1990)
- Le comiche 2, regia di Neri Parenti (1991)
- Le nuove comiche, regia di Neri Parenti (1994)